# Хаггинс, Годфри, 1-й виконт Малверн
Го́дфри Ма́ртин Ха́ггинс, 1-й вико́нт Ма́лверн (англ. Godfrey Martin Huggins, 1st Viscount Malvern; 6 июля 1883, Лондон, Великобритания — 8 мая 1971, Солсбери, Родезия) — родезийский государственный деятель. Премьер-министр Южной Родезии (1933—1953), премьер-министр Федерации Родезии и Ньясаленда (1953—1956).

## Биография
Родился в семье биржевого маклера. Окончил Малверн-колледж, затем изучал медицину в лондонской больнице Св. Томаса. Затем работал хирургом в должности суперинтенданта больницы Грейт-Ормонд-стрит, по работе ездил в столицу Южной Родезии Солсбери, в 1911 году принял решение о том, чтобы переехать туда насовсем.
Вернулся в Великобританию в конце 1914 года, после начала Первой мировой войны, и поступил в Медицинскую службу Вооружённых сил Великобритании в звании капитана, работал в больнице Колчестера, затем был направлен на Мальту. В 1916 году был направлен в ортопедический госпиталь Хаммерсмит, а затем в больницу «Пави́лион» в Брайтоне. В 1917 году работал во Франции в составе полевой экстренной медицинской помощи 5-го кавалерийского полка, находившегося близ Амьена.
После войны вернулся в Южную Родезию, приобрел ранчо Крейг на окраине Солсбери, в котором жил до самой смерти. Вновь начал медицинскую практику как врач-хирург, в которой быстро приобрел известность. Как член Ассоциации ветеранов Первой мировой войны начал взаимодействовать с правительством, во время проведения референдума 1922 года выступал за объединение с ЮАС, впоследствии принял решение большинства о самостоятельном развитии Родезии.
В 1924 году был избран в законодательный совет Южной Родезии. После победы Партии реформ на всеобщих выборах в 1933 году стал премьер-министром Южной Родезии. Являлся сторонником курса на независимость государства в составе Британской империи при сохранении правления белого меньшинства с небольшим участием в управлении образованных африканцев. В результате его усилий в 1953 году была образована Федерация Родезии и Ньясаленда, объединившая Северную и Южную Родезию и Ньясаленд. После победы на всеобщих выборах Объединенной федеративной партии он стал первым премьер-министром нового государства. В 1956 году ушёл в отставку и был возведён в пэры с титулом виконт Малверн. Находясь на посту главы правительства более двадцати лет, он пытался решить главный вопрос будущего страны — межрасовых отношений на основе политики партнерства, которую считал более эффективной, чем реализовавшуюся в Южно-Африканском союзе Национальной партией политику апартеида.
В 1941 году был посвящён в рыцари королём Георгом VI. В 1947 году присутствовал в качестве почётного гостя на свадьбе принцессы Елизаветы и Филиппа, герцога Эдинбургского.